# 石坂史朗
石坂 史朗（いしざか しろう、1967年8月1日 - ）は、日本の俳優。FHプロモーション所属。円演劇研究所卒業後、劇団扉座に所属していた。
身長170cm。体重62kg。趣味は図書館へ通う事（読書）、映画鑑賞、仏像鑑賞。特技は殺陣、津軽三味線。全日本スキー連盟公認1級の資格を持つ。

## 出演作品

### テレビドラマ
- 大河ドラマ 武蔵 MUSASHI（2003年、NHK）
- 逃亡者 RUNAWAY 第1話（2004年、TBS）
- 御宿かわせみ 第三章 第8話（2005年、NHK）
- 約束のステージ 〜時を駆けるふたりの歌〜（2019年、読売テレビ） - 審査員
- ウルトラマンタイガ 第1話（2019年、テレビ東京） - 河津
- 日曜プライム 深層捜査 第3作（2019年、テレビ朝日） - 警官
- 今夜はコの字で（2020年、BSテレ東） - 常連客
- 連続テレビ小説 エール（2020年） - 司祭

### テレビ番組
- Mr.サンデー 再現ドラマ（フジテレビ） - 市役所職員
- たけしの健康エンターテインメント!みんなの家庭の医学 再現ドラマ（テレビ朝日） - 会社員
- 世界に誇る50人の日本人 成功の遺伝史 再現ドラマ（日本テレビ） - 会社役員
- FNNスーパーニュース 再現ドラマ（フジテレビ） - 住民
- 24時間テレビ37「愛は地球を救う」（2014年、日本テレビ） - 医師
- ニンゲン観察バラエティ モニタリング（TBS） - 仕掛け人

### 配信ドラマ
- ネットシネマ・フェスティバル
  - セクハラ査問委員会 - 社長
  - 黒ダイヤの香り - 地主
  - おもろい夫婦　a love - 啓介

### 映画
- 癒しのこころみ〜自分を好きになる方法〜（2020年、イオンエンターテイメント） - 面接官

### 舞台
- 新羅生門
- 愚者には見えないラ・マンチャの王様の裸
- ホテルカルフォルニア
- お伽の棺
- アゲイン〜怪人二十面相の優しい夜〜（2001年、劇団扉座）
- 無邪鬼
- 曲がり角の悲劇
- 高き彼物（2009年、下北沢本多劇場）
- 十三人の刺客（2012年、赤坂ACTシアター、大阪新歌舞伎座） - 桃井春蔵/三州屋徳兵ヱ
- あじさい（2015年、テアトルBONBON）
- askプロデュース公演:「バッキャローシリーズ」（2016年、池袋シアターグリーンBox in Box THEATER）
- 東京カンカンブラザーズ公演 「トビウオの翼」（2017年、中野ザ・ポケット）
- 天地無用!（2019年、東京・新宿村LIVE） - 柾木勝仁・遙照

### CM
- ヱビスビール 年賀編（2016年）
- スタインラガー

### VP
- 千葉大学・講義用VP - 検事

### WEB
- ウイルスバスター クラウド 10「安心サポート編」 - 実業家

### ラジオドラマ
- WELCOME!ANOTHER WORLD（2002年 - 2009年、JFN） - 折口信夫